# Rejon peczengijski
Rejon peczengijski (ros. Пе́ченгский райо́н, Pieczengskij rajon) – jednostka podziału terytorialnego (райо́н) obwodu murmańskiego w Rosji. Znajduje się w północnej części kraju, nad Morzem Barentsa, przy granicy z Norwegią oraz Finlandią.
Powierzchnia rejonu wynosi 8662,22 km². Liczba ludności w 2010 roku wynosiła 38 920 osób, o około 1/3 mniej niż w roku 1989 (59 495 osób). Stolicą rejonu jest Nikiel, którego populacja stanowi ponad 30% populacji całego rejonu.
Na wyspach należących do rejonu znajduje się jedna z części Rezerwatu Kandałakszańskiego.

## Historia
W 1533 roku na ziemiach zamieszkanych przez Lapończyków mnich Tryfon z Nowogrodu założył klasztor, celem krzewienia wiary wśród rdzennej ludności. W 1572 roku w monasterze mieszkało 50 braci oraz 200 świeckich. Monaster został spalony przez Szwedów w 1589. Obszar został w kolejnych latach zasiedlony przez Rosjan oraz Pomorców, a także osadników pochodzenia fińskiego i norweskiego.
Traktat w Tartu (14 października 1920) przyznał Peczengę (fiń. Petsamo) Finlandii. W 1921 roku odkryto złoża niklu, które w 1934 oceniono na ponad 5 milionów ton. Wydobycie rozpoczęto w 1935 roku
Podczas wojny zimowej (1939–40) wojska sowieckie okupowały Peczengę, jednak kończący ją traktat pokojowy przyznał ZSRR jedynie należącą do Finlandii część Półwyspu Rybackiego (321 km²). Związek Radziecki ponownie zajął Peczengę podczas wojny kontynuacyjnej. Tym razem kończący ją rozejm w Moskwie zmusił Finlandię do zrzeczenia się całego obszaru rejonu peczengijskiego (8965 km²).
Rejon peczengijski ustanowiono w lipcu 1945 roku. W roku 1947 Finlandia sprzedała ZSRR okolice Rajakoski (obszar Jäniskoski-Niskakoski) wraz ze znajdującą się tam elektrownią wodną. Obszar ten przyłączono do obwodu murmańskiego.
Obecnie od 2008 roku trwają prace przy odbudowie klasztoru w miejscu, w którym wybudował go Tryfon. Poprzedni budynek doszczętnie spłonął w 2006 roku.

## Miejscowości
- Miasta:
  - Zapolarnyj
- Osiedla typu miejskiego:
  - Nikiel
  - Peczenga
- Inne wybrane miejscowości:
  - Cypnawołok
  - Łuostari
  - Sputnik
  - Liinachamari – port na Morzu Barentsa, niegdyś jedyny fiński port arktyczny
  - Korzunowo
  - Rajakoski
  - Wajda-Guba